# Dendropsophus marmoratus
Dendropsophus marmoratus é uma espécie de anfíbio da família Hylidae. Pode ser encontrada na Bolívia,  Brasil, Peru, Equador, Colômbia, Venezuela, Guiana, Suriname e Guiana Francesa.